# 576853 Rafalreszelewski
576853 Rafalreszelewski este o planetă minoră (asteroid) din centura de asteroizi. A fost descoperită pe 16 octombrie 2012 la  de  și a fost numită după Rafał Reszelewski⁠(d). 
Obiectul prezintă o orbită caracterizată de o semiaxă mare de 2,7926940604297 UAi, o excentricitate de 0,16101245440336, o înclinație de 6,9004174503268 ° în raport cu ecliptica.